# Boy Pablo
I Boy Pablo sono un gruppo musicale norvegese di Bergen che suona indie pop-rock. La band è formata attualmente da Nicolás Muñoz, Gabriel Munoz, Eric Tryland, Henrik Amadal, and Sigmund Vestrheim.

## Storia del gruppo
Nicolás Pablo Rivera Muñoz, di origine cilena, è cresciuto a Bergen in Norvegia. Ha frequentato il liceo musicale Kongshaug Musikkgymnas, una scuola privata che si trova vicino a Os. Ha poi fondato "Boy Pablo" nel dicembre 2015 e ha iniziato ad affermarsi in Norvegia nel 2016, quando ha ricevuto la Bergenfest scholarship.
Muñoz ha ottenuto successo a livello globale nel maggio 2017 quando il video musicale della canzone Everytime viene caricato su YouTube e diventa virale. Il video dopo poco tempo passa da qualche centinaio di visualizzazioni, come i precedenti, a diversi milioni. Lo stile del gruppo viene spesso associato ad artisti come Mac DeMarco, Mild High Cub e Yellow Days.
Quindi il gruppo Boy Pablo pubblica un EP di 6 tracce, chiamato Roy Pablo, nel maggio 2017, che include il brano "Everytime". 
Successivamente viene pubblicato il singolo "Losing You" nel marzo del 2018. La band inizia a suonare in concerti e festival fuori dai confini norvegesi nel 2018 con il primo tour europeo.
Muñoz produce quasi tutta la sua musica in autonomia e il gruppo comprende ex compagni di classe: Gabriel alla chitarra, Henrik al basso elettrico, Eric alle tastiere e Sigmund alla batteria.
Boy Pablo ha successivamente realizzato un tour internazionale nel 2018 toccando Stati Uniti, Canada, Giappone sempre nel 2018.
Il 5 ottobre 2018 la band pubblica Soy Pablo con l'etichetta 777 records.
Nel 2019 Boy Pablo ha vinto il premio Spellemannprisen (anno 2018) nella categoria "miglior artista emergente" conquistando anche Gramo scholarship.

## Membri del gruppo nelle esibizioni dal vivo
- Nicolas Pablo Muñoz – chitarra, voce
- Gabriel Muñoz – chitarra solista
- Eric Tryland – piano, tastiere, cori
- Henrik Åmdal – basso
- Sigmund Vestrheim – batteria

## Discografia

### Singoli
- Flowers (2016)
- Beach House Interlude (2016)
- Everytime (2017)
- Losing You (2018)
- Sick Feeling (2018)
- Never Cared (2019)
- Hey Girl (2020)
- I Just Wanna Go Home (2020)
- Honey (2020)
- Rest Up (2020)

### EP e album
- Roy Pablo (2017)
- Soy Pablo (2018)
- Wachito Rico (2020)